# Flightradar24
Flightradar24 je švédská webová služba poskytující vizualizaci polohy letadel a dalších informací o daném letu.
Přestože by to název mohl naznačovat, nevyužívá se radarů. Data poskytuje síť (často amatérských) pozemních přijímačů signálu ADS-B transpondérů.
Existují alternativy této služby (např. FlightAware).